# Involución (matemática)

Una involución es una función del tipo: que aplicada dos veces regresa al dato inicial.

En matemática, una involución o función involutiva es una función matemática que es su propia inversa:
Definida la función:
{\displaystyle {\begin{array}{rccl}f:&A&\longrightarrow &A\\&x&\longmapsto &y=f(x)\end{array}}}
Esta función cumple la propiedad involutiva si:
{\displaystyle \forall x\in A\;:\quad f(f(x))=x}
para todo x de A, se cumple que la función de la función de x es x.
O, de otra manera: 
{\displaystyle f(x)=y\,} ;
{\displaystyle f(y)=x\,}

## Propiedades
Toda involución es una aplicación biyectiva. La función identidad es un ejemplo trivial de involución:
{\displaystyle {\begin{array}{rccl}id:&A&\longrightarrow &A\\&a&\longmapsto &b=id(a)\quad \equiv \quad b=a\end{array}}}
esto es:
{\displaystyle \forall a\in A\;:\quad id(id(a))=a}
para todo a de A, se cumple que la identidad de la identidad de a es a.
El número de involuciones existentes en un conjunto de n elementos viene dado por la siguiente relación de recurrencia: 
{\displaystyle a_{0}=a_{1}=1\,}
{\displaystyle a_{n}=a_{n-1}+(n-1)\,a_{n-2}\quad (si\quad n>1)}
Los primeros términos de esta secuencia son 1, 1, 2, 4, 10, 26, 76, 232, etc.

## Ejemplos
Ejemplos sencillos son la multiplicación por −1 un número real:
{\displaystyle {\begin{array}{rccl}f:&R&\longrightarrow &R\\&x&\longmapsto &y=-x\end{array}}}
dado que:
{\displaystyle \forall x\in \mathbb {R} \;:\quad -(-x)=x}
Para todo x número real, se cumple que el opuesto del opuesto de x es x.
El inverso multiplicativo de números reales sin el cero:
{\displaystyle {\begin{array}{rccl}f:&R^{*}&\longrightarrow &R^{*}\\&x&\longmapsto &y={\cfrac {1}{x}}\end{array}}}
si vemos que:
{\displaystyle \forall x\in \mathbb {R} ^{*}=\mathbb {R} \setminus \{0\}\;:\quad {\cfrac {1}{\cfrac {1}{x}}}=x}
El complemento de un conjunto en teoría de conjuntos:
{\displaystyle {\begin{array}{rccl}{}^{c}:&\mathbb {U} &\longrightarrow &\mathbb {U} \\&A&\longmapsto &B=A^{c}\end{array}}}
dado que:
{\displaystyle \forall A\in \mathbb {U} \;:\quad {(A^{c})}^{c}=A}
Los complejos conjugados ({\displaystyle {\bar {z}}}) en variable compleja; la inversión geométrica; y cifrados como el ROT13 y el de Trithemius.